# استان پاتانی

نقشهٔ تایلند و جایگاه استان پاتانی.

استان پَطانی یکی از استانهای کشور تایلند است. مساحت آن ۱۹۴۰ کیلومترمربع می‌باشد. جمعیت این استان در سال ۲۰۰۰ بالغ بر ۵۹۵۰۰۰ نفر برآورد شده است .
استان پطانی از نظر تقسیمات کشوری بخشی از ناحیه جنوب تایلند به حساب می آید. مرکز این استان شهر پاتانی است.